# Saverio Giovanni Rocca
Saverio Giovanni Rocca, meglio noto come Sav Rocca (Melbourne, 20 novembre 1973), è un ex giocatore australiano di football australiano e football americano.
Figlio di genitori italiani emigrati in Australia, Rocca ha giocato a football australiano fino all'età di 32 anni mettendosi in evidenza per la sua capacità nel calciare il pallone da lunga distanza e per le sue doti realizzative. Con i suoi 748 goal segnati in totale, Rocca si colloca al tredicesimo posto nella classifica dei migliori marcatori di tutti i tempi dell'AFL. In seguito ha continuato la sua carriera sportiva professionistica trasferendosi negli Stati Uniti d'America per giocare nella NFL con i Philadelphia Eagles nel ruolo di punter.
Dal 2011 al 2014 ha militato nei Washington Redskins.
Suo fratello minore Anthony Rocca è stato anch'egli un giocatore di football australiano.

## Carriera AFL
Dopo essersi dedicato in età giovanile al lancio del peso e del disco, Sav Rocca comincia a dedicarsi al football australiano e nel 1991 si unisce al Collingwood Football Club. Fin dai primi anni si mette in evidenza come forte full forward dotato di un tiro potente. Il 1995 rappresenta la sua migliore stagione, registrando 93 goal segnati nelle 21 partite disputate.
Terminata la sua esperienza con il Collingwood, dopo il draft del 2000 Rocca viene ingaggiato dal North Melbourne Football Club, squadra con la quale giocherà fino al 2006.
Nel giugno 2007 Saverio Rocca è stato inserito nella "squadra italiana VFL/AFL del secolo", un riconoscimento per il contributo dato dai giocatori di origine italiana al football australiano.

## Carriera NFL
Dopo avere tentato invano un provino con i Buffalo Bills nel 2006, l'anno seguente Rocca è stato ingaggiato dai Philadelphia Eagles inizialmente come punter di riserva. Ben presto diviene il punter titolare, mantenendo nella stagione 2007 una media di 42 yard calciate a punt, con il più lungo pari a 65 yard.
Debuttando all'età di 33 anni, Sav Rocca è divenuto il più vecchio rookie nella storia della NFL.
Nel 2011 è stato ingaggiato come free agent dai Washington Redskins. Il 14 marzo 2014 è stato svincolato.